# Anormal (émission de télévision)
Pour les articles homonymes, voir Anormalité.
Anormal était une émission de télévision québécoise diffusée à partir du 30 août 2004 sur VRAK.TV.
Le but de l'émission était de discuter sur un thème émis lors du début de l'épisode avec des jeunes invités sur le plateau de tournage. Cette émission était enregistrée devant public et animée par Christopher Williams.